# Обетована земя (роман)
„Обетована земя“ (на полски: Ziemia obiecana) е вторият по важност и популярност роман на Владислав Реймонт след „Селяни“ (на полски: Chłopi), който е превеждан и добре познат на чуждестранната публика.
Произведението разглежда цялостно полското общество в края на 19-и и началото на 20 век. Действието се развива в град Лодз, един от основните производители и износители на дрехи и платове по това време. На тази според автора „обетована земя“ се разиграват всичките социални конфликти, преосмисля се бъдещето на полското общество и икономическото влияние на евреи и немци в Полша в този период.

## Герои
Три са основните действащи лица в романа- полякът Боровецки, копнеещ за собствена фабрика, и неговите приятели- немецът Макс Баум и еврейският предприемач Мориц Велт. Тримата искат заедно със собствени средства да основат фабрика за платове, директор на която ще бъде Боровецки. Чрез трите образа ясно се подчертават отношенията между трите народности, живеещи на територията на Лодз. От една страна това са поляците, които по това време нямат собствена държава и са зависими от чуждото икономическо влияние. От друга страна това са немците и евреите, които са основният движещ елемент на лодзката индустрия, тези два народа притежават най-големите фабрики, те са водещата класа в Лодз, а поляците все още са третирани само като работна ръка.

## Сюжет
Внимание:  Текстът по-долу разкрива сюжета на произведението (или части от него)!
Романът започва с описание на главните действащи лица и на условията, в които ще се развива действието по-нататък. Представен е постоянният стремеж на Боровецки за собствена фабрика. Той работи в една от най-големите фабрики в Лодз и то като директор, но иска да се издигне повече, да има собствена фирма и да бъде милионер. Типично за един роман със социална проблематика в неговото действие и експозиция постепенно навлизат много образи, които изпълняват своята социална функция, зададена им от автора. Това са например работодателят на Боровецки Бухолц, стар немец, най-богатият в Лодз, олицетворение на експлоататорството и незачитането на човешките права; основният конкурент на Бухолц, евреинът Шая Менделсон, образ на еврейското скъперничество и високомерие; образът на честния търговец, полякът Травински и още редица образи, представящи бедността, експлоататорството и дълбоките социални конфликти в едно общество, тръгнало по пътя на индустриализацията.
Чрез щастливо стечение на обстоятелствата Боровецки и компания успяват чрез търговски хитрини и безскрупулност да натрупат известно състояние, с което Боровецки започва да строи фабрика. Но в края на романа тази фабрика е изгорена. Така главният герой се решава да се откаже от своята годеница Анка, образ на честността и милосърдието, за да се ожени за Мада Мюлер, дъщеря на богат немец, която притежава огромна зестра и това в крайна сметка прави от Боровецки милионер и голям фабрикант.
Интересен е образът на бащата на Боровецки, Адам, който олицетворява старите аристократични традиции на полската шляхта. Чрез неговия образ се прави ярък контраст между миналите и неприложими вече полски традиции и новият път, който трябва да поеме Полша- път на индустриализация и модернизация, независимо от последиците.

## Проблематика
Чрез толкова много типове характери Владислав Реймонт представя острия конфликт между немци, евреи и поляци. Като един от оновните мотиви в романа можем да откроим правенето на пари, идеята, че откъдето и да идваш, в Лодз можеш да намериш успеха и състоянието, ако притежаваш някои търговски качества- безскрупулност, хитрост, безочливост, находчивост. Произведението е типично полско и носи чертите на полското самосъзнание. От една страна е представен проблемът за аристократизма- колкото и богат да е един поляк например, ако той произхожда от селско семейство, а не от шляхтишко, той винаги ще бъде третиран като по-низша класа човек. Още по-голям е конфликтът между трите народа, борещи се за надмощие. Въпреки общата търговия и делови отношения между немци, евреи и донякъде поляци, налице е винаги осъзнаването за дадена народностна принадлежност, един немец, никога няма да предаде свой сънародник, по същия начин би постъпил и евреинът, полякът. Представено е абсолютното пренебрежение на немци и евреи към поляците, за тях те са втора ръка хора, работна ръка. Целта на двата икономически силни народа ще бъде да се запази индустрията от навлизането на поляци в нея. За тях винаги се говори пренебрежително, полският човек може да е аристократ, ценител на изкуството, но става ли въпрос за пари, по-добре е да това на немската или еврейската практическа мисъл. От своя страна поляците пазят своето високо аристократично достойнство, те също са изпълнени с пренебрежение към немци и евреи, тяхната култура, история, католическа традиция са предпоставки за това.
Именно затова е изгорена и фабриката на Боровецки. На поляците просто не трябва да се дава пример за развитие и натрупване на състояние, налице е стремежът на господстващите класи по никакъв начин да не се отказват от позициите си.
Романът завършва с представянето на вече забогателите главни герои. Мориц Велт натрупва богатсто чрез спекула и машинации, Макс Баум също вече е богат, Травински, честният търговец поляк, въпреки трудностите е успял да стъпи на крака, Боровецки вече е милионер. В самия край на романа е налица морализаторската и донякъде наивна позиция на Владислав Реймонт- той представя Боровецки, осъзнал нищожността на милионите, който като вижда бедността и нищетата, решава да помага, отказва се от сегашните си безскрупулни принципи и решава да се отдаде в полза на обществото.

## Екранизации
Сюжетът на „Обетована земя“ е филмиран два пъти. По-старата екранизация е от 1927 г. и принадлежи на режисьора Александър Херц. През 1974 г. големият полски режисьор Анджей Вайда прави по-нова екранизирана версия на романа на Реймонт.

## Произведението в България
Романът е преведен на български от Магдалена Атанасова и издаден от „Профиздат“ през 1981 г. Предговорът към българския превод на „Обетована земя“ е от проф. д.ф.н. Боян Биолчев.